# Tourist Trophy (videogioco)
Tourist Trophy: The Real Riding Simulator è un videogioco di motociclismo per PlayStation 2, progettato dalla Polyphony Digital, la stessa azienda giapponese che ha creato la serie di videogiochi di automobilismo Gran Turismo.
Inizialmente è stato pubblicato il 26 gennaio 2006 in Cina e successivamente il 2 febbraio dello stesso anno in Giappone, La versione nordamericana è uscita il 4 aprile 2006 con 7 moto extra, 7 musiche di sottofondo bonus, effetti video migliorati ed un'esclusiva modalità "semi-professionista". La versione europea è stata distribuita il 29 maggio e quella per l'Oceania il 1º giugno. La versione europea contiene 2 moto extra e 5 nuove musiche di sottofondo eseguite da artisti europei (Infadels, Vitalic e Hystereo).
Sono presenti circa 120 moto con licenza e 30 tracciati.